# Джон Вільям Еш
Джон Вільям Еш (англ. John William Ashe, 20 серпня 1954, Сент-Джонс, Антигуа, британська колонія Підвітряні острови — 22 червня 2016, Доббс Феррі, штат Нью-Йорк, США) — дипломат Антигуа і Барбуди, голова 68-ї сесії Генеральної асамблеї ООН (2013—2014).

## Життєпис
Закінчив Університет Святої Марії в канадському Галіфаксі, Технічний університет Нової Шотландії, у 1989 році — Пенсільванський університет з присвоєнням докторського ступеня в області біоіженерії.
У 1989—1995 рр. працював у Постійному представництві своєї країни при Організації Об'єднаних Націй в якості аташе з питань науки, радника і радника-посланника.
У 1995—2004 рр. — заступник постійного представника, також з 2000 по 2004 роках він одночасно виконував обов'язки Верховного комісара (посла-нерезидента) з зоною відповідальності, пов'язаної з країнами Азіатсько-Тихоокеанського регіону і особливими обов'язками щодо Індії, Філіппін і Самоа.
У 2004—2012 рр. — постійний представник Антигуа і Барбуда при ООН.
Обіймав керівні посади в більш ніж 40 комітетах і організаціях, зокрема в структурах Організації Об'єднаних Націй з питань навколишнього середовища, в тому числі був першим головою Виконавчої ради Механізму чистого розвитку, передбаченого Кіотським протоколом Рамкової конвенції ООН про зміну клімату (РКООНІК). Також очолював Допоміжний орган з питань виконання (ВГО), створений в рамках тієї ж Конвенції, а потім — Спеціальну робочу групу з подальшим зобов'язанням для сторін, зазначених у Додатку I, відповідно до Кіотського протоколу (СРГ-КП).
Керував переговорами, які привели до розробки глави X Йоханнесбургского плану виконання рішень на Всесвітній зустрічі (2002) на вищому рівні зі сталого розвитку («Ріо + 10»), і був співголовою Конференції Організації Об'єднаних Націй з питань сталого розвитку («Ріо + 20») (2012).
Працював у виконавчих радах Програми розвитку Організації Об'єднаних Націй (ПРООН) / Фонду Організації Об'єднаних Націй в області народонаселення (ЮНФПА) та Дитячого фонду Організації Об'єднаних Націй (ЮНІСЕФ).
У 2008 р був обраний головою нью-йоркського відділення Групи 77 та Китаю — найбільшої коаліції держав, що розвиваються в системі Організації Об'єднаних Націй. Він також очолював в Генеральній Асамблеї Комітет високого рівня по співпраці Південь-Південь, який є головним директивним органом Організації Об'єднаних Націй з питань активізації співпраці з метою розвитку між країнами глобального Півдня.
У 2012 р очолював ЮНІСЕФ.
З 2013 по 2014 рр. — голова 68-ї сесії Генеральної Асамблеї ООН.
У жовтні 2015 року він був заарештований в США і перебував під слідством у справі про хабарі і ухилення від сплати податків. За версією слідства хабара він отримував для сприянню висновку непрозорих оборудок з нерухомістю в Карибському басейні і Китаї. Зокрема, він звинувачувався в отриманні $ 1,3 млн від китайських бізнесменів в обмін на обіцянку сприяти будівництву об'єкта ООН в Макао. Згодом дипломат був звільнений під заставу в розмірі $ 1 млн. На думку американських слідчих, він передав генеральному секретарю ООН документ, в якому викладалася уявна необхідність будівництва конференц-центру ООН в Макао. Хабарами дипломат нібито ділився з чиновниками Антигуа і Барбуди, в тому числі з прем'єр-міністром країни.
За даними місцевої поліції тіло Еша було знайдено зі зламаним горлом — він помер від задухи. Поліція стверджувала, що під час тренування зі штангою Еш знепритомнів і впав, а штанга впала йому на шию і зламала горло.